# Adrienne Makita Robbins
Adrienne Makita Robbins (...) è un'astronoma amatoriale statunitense.
Il Minor Planet Center le accredita la scoperta dell'asteroide 96344 Scottweaver effettuata il 5 settembre 1997.